# 윤동민 (법률가)
윤동민(尹東旻, 1945년 4월 4일~2013년 2월 7일)은 경상남도 양산 출생으로 대한민국의 법률가이다. 부산고등학교와 서울대학교 법학과를 나왔으며, 1970년 사법시험에 합격. 검찰에 투신했으며, 청주지방검찰청, 부산지방검찰청 차장검사를 거쳐, 1994년 수원지검 성남지청 지청장을 역임했다. 그 후 대전고등검찰청 차장을 거쳐, 대검찰청 기획관리실장. 법무부 보호국장을 역임했다. 법조계를 뒤흔들었던 대전법조비리 사건에 연루되어서 검찰을 떠났다. 동기생들중에서 가장선두에서 지검장급에 승진했던 그의 낙마는 법조계에 큰 이슈가 되었었다. 사실 당시 그는 '받은돈'의 전부를 부하직원들에게 공개하며, 도서상품권을 구입. 검찰직원들에게 나누어주었었음이 나중에 밝혀지게 되었으나, 당시에는 기자들의 소견을 묻는 질문에 "..차라리 벚꽃처럼 사라지겠다..."라는 말만 남기고 검찰을 떠났다. 이 이야기는 지금도 후배 검사들 사이에 회자되고 있다. 김앤장 법률사무소의 선임변호사로 활동하였다.

## 가족사항
- 아버지: 윤상록
  - 처: 위정미
    - 장녀: 윤혜신
    - 장남: 윤승준
    - 차녀: 윤혜영
    - 사위: 박선규
- 삼촌: 윤병현